# Leanne Wilson
Leanne Wilson (Hitchin, 27 dicembre 1980) è un'attrice britannica.
Principalmente attiva in ruoli televisivi, ha anche preso parte a diversi film, tra cui L'amore non va in vacanza del 2006, in cui ha un piccolo ruolo.
Nel 2005 figurava al 70º posto tra le 100 donne più sexy del mondo per la rivista FHM.